# Скуби-Ду (фильм)
«Скуби-Ду» (англ. Scooby-Doo) — американская мистическая комедия, созданная на основе одноимённой франшизы, повествующего о приключениях группы юных детективов и их говорящей собаки. Премьера состоялась 8 июня 2002 года.

## Сюжет
«Корпорация Тайна» (Фред, Дафна, Велма, Шэгги и Скуби-Ду), из-за внутренних разногласий, распадается после раскрытия дела «Лунного привидения». Два года спустя команда неожиданно воссоединяется, когда каждого из них по отдельности приглашают разгадать тайну на Страшном острове, тропическом курорте в стиле ужасов, принадлежащем Эмилю Мондавериусу. Проблема острова заключается в перемене, которая происходит с его гостями. На остров приезжают весёлые студенты, однако уезжают они, становясь скучными и прилежными.
В заброшенном аттракционе команда находит некий артефакт с таинственными письменами. Ночью же на гостей острова нападают монстры, которые часть туристов утаскивают в свою пещеру. Тем не менее, утром все гости ведут себя странным образом, как будто ничего не произошло. Шэгги находит в пещере чан с протоплазмой, в которой содержатся души гостей острова. Он освобождает души своих друзей. Велма, тем временем, узнаёт, что монстры боятся солнечного света.
От шамана компании становится известно, что для реализации своего плана злодеям нужна чистая душа. Этой душой оказывается душа собаки. Таким образом, Мондавериус специально заманил друзей на остров, чтобы заполучить Скуби-Ду. Постепенно выясняется, что Мондавериус всего лишь роботизированный костюм, которым управляет племянник Скуби-Ду Скрэппи-Ду. Он решил захватить власть над миром, после того, как несколько лет назад его выгнали из «Корпорации Тайна» из-за его несносного характера. Все пойманные души возвращаются в свои тела, а монстры погибают от солнечного света. Настоящий Мондавериус, который всё это время был заточён в подвале, был освобождён.

## В ролях
| Актёр                    | Роль                    |
| ------------------------ | ----------------------- |
| Фредди Принц-младший     | Фред Джонс              |
| Сара Мишель Геллар       | Дафна Блейк             |
| Линда Карделлини         | Велма Динкли            |
| Мэттью Лиллард           | Шэгги Роджерс           |
| Роуэн Аткинсон           | Эмиль Мондавериус       |
| Айла Лэнг Фишер          | Мэри Джейн              |
| Нил Фаннинг              | Скуби-Ду (озвучивание)  |
| Мигель А. Нуньес-младший | Мастер Вуду             |
| Памела Андерсон          | в роли самой себя       |
| Sugar Ray                | в роли самих себя       |
| Сэм Греко                | Заркос, рестлер в маске |
| Джесс Харнелл            | чудовища (озвучивание)  |

## Оценки
В 2003 году фильм номинировался на премию «Золотая малина» в двух категориях — «Худшая мужская роль второго плана» (Фредди Принц-младший) и «Глупейший фильм для тинейджеров».